# Unfolding Tactic
Mit der Unfolding-Tactic (auch Zwei-Stufen-Technik genannt) bezeichnet man eine gestaffelte Organisation von einem Frage- und Antwortschema bei einer Befragung im Rahmen der Meinungsforschung.
Statt bei einer Befragung die Antwortvorgaben direkt als nebengeordnete Antwortoptionen aufzureihen, was zusätzlich durch die reine Menge das Untersuchungsergebnis bzw. Antwortverhalten der Befragten negativ beeinflussen kann, werden idealerweise zunächst zwei dichotomische Antwortoptionen zu einer Frage vorgegeben, etwa zufrieden und unzufrieden. In einer zweiten Stufe können dann diese beiden Antworten (bei der natürlich nur eine für den Befragten relevant bleibt) näher ausdifferenziert werden, indem nach dem Grad der Zufriedenheit nachgefragt wird.
Dieses spezielle Verfahren mit diesem Schematismus ist primär bei der schriftlichen Befragung zu finden, da die mündliche Befragung (Interview) andere Möglichkeiten hat, eine Antwort näher zu bestimmen und auszudifferenzieren. Prinzipiell ist ein solches Verfahren wie oben beschrieben allerdings auch nicht für die mündliche Befragung ausgeschlossen.